# Ariadna corticola
Ariadna corticola là một loài nhện trong họ Segestriidae.
Loài này thuộc chi Ariadna. Ariadna corticola được George Newbold Lawrence miêu tả năm 1952.